# Egyptská hudba

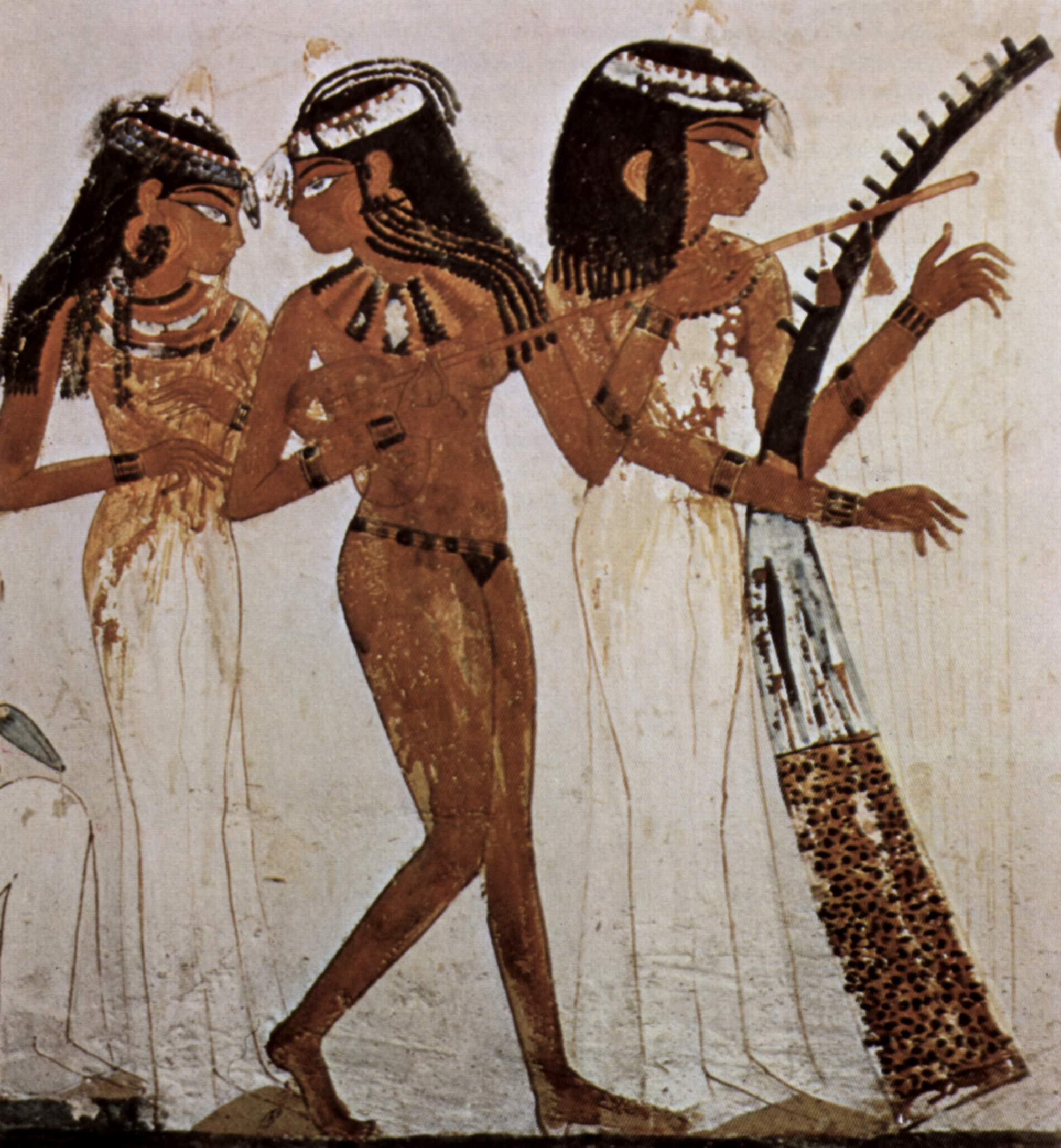
Amonovi hudebníci – thébská hrobka z 18. dynastie

Hudba je spojena s egyptskou kulturou již od starověkého Egypta. Staří Egypťané věřili, že hudbu vynalezla bohyně Hathor. Nejstarší materiály a důkazy o egyptských hudebních nástrojích se datují již v předdynastickém období, ovšem s jistotou se dá říci, že se objevily až ve staré říši. Mezi prvními nástroji se objevovala harfa, flétna a dvojitý klarinet. Ve střední říši se objevily další nástroje jako jsou loutny, lyry a činely, které sloužily jako doprovod k tanci. Egyptská lidová hudba je v současnosti nejbližší hudební žánr podobající se staroegyptské hudbě. Lidová hudba si zachovala mnoho rytmů a nástrojů, které byly dříve používány.
Obecně se dá říci, že moderní egyptská hudba je založena na tradičních rytmech, spojených s tureckými, arabskými a západními prvky. Počátky arabské hudby se datují během 7. století v Sýrii, kdy vládla dynastie Umajjovců. Raná arabská tvorba byla ovlivněna elementy byzantské, indické a perské hudby. Tyto styly byly samy ovlivněny hudbou Řeků, Semitů a starověkých Egypťanů.
Od dob prezidenta Gamála Násira se egyptská pop music stává stále důležitější součástí egyptské kultury, zejména mezi mladou generací Egypťanů. Egyptská lidová hudba se hrává na svatbách či jiných tradičních slavnostech. Mezi nejpopulárnější egyptské popové zpěváky současnosti patří Muhammad Munir a Amr Dijáb.
Náboženská hudba nadále zůstává nedílnou součástí tradičních muslimských a koptských slavností. Na těchto slavnostech je často využívána flétna, která se nazývá ney. Liturgická hudba koptské pravoslavné církve je rovněž důležitou součástí egyptské hudby a obsahuje mnoho prvků ze starověkého Egypta.

## Moderní a lidová hudba

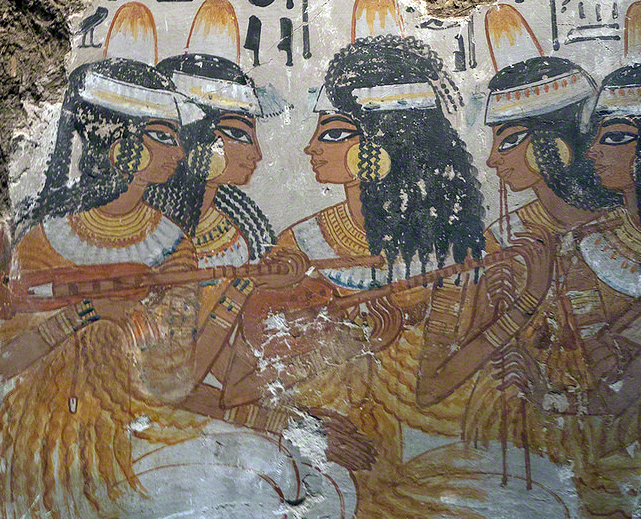
Hudebníci hrající na flétnu - malba nalezená v thébské hrobce, patřící šlechtici z 18. dynastie

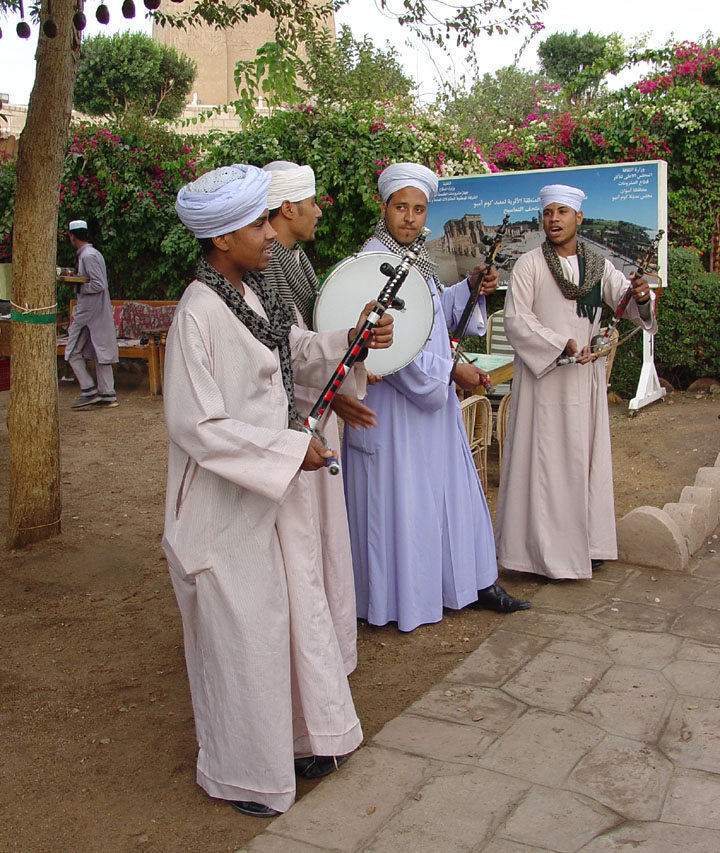
Egyptští hudebníci

Současná egyptská hudba má kořeny v dobách vlády Ismaíla I., který podporoval tvorbu různých hudebníků. Z jejich tvorby později vycházeli zpěváci jako například Sajid Darwíš, Umm Kulthum, Mohamed Abdel Wahab či Abd el-Halim Hafez. Někteří egyptští interpreti patří mezi největší hudební hvězdy středního východu. Obzvláště populárními byli Abd el-Halim Hafez a Umm Kulthum. Někteří hudebníci, například Abd el-Halim Hafez, byli spojováni s egyptským národním hnutím v revolučním roce 1952.

### Lidová hudba
Lidová hudba je zachovávána po celé zemi díky feláhům, núbijcům, Arabům, Berberům a beduínům. Na severním pobřeží Egypta je rozšířená hudba Sawahli, což je druh populární hudby, ve které se jako hlavní nástroj používá sinsimija (místní strunný nástroj). Během 20. století se mladí káhirští umělci rozhodli spojit populární hudbu s hudbou lidovou.

### Koptská hudba
Koptská hudba je využívána při bohoslužbách v koptských kostelech. Je tvořena hlavně z odříkávaných textů za doprovodu nástrojů, mezi které patří například činely či triangl. Současná koptská hudba si zachovává stejný zvuk, jako měla v dobách starověkého Egypta. Pouze několik melodií je identifikováno jako syrských či byzantských.

### Núbijská hudba
Núbijci pochází z oblasti dnešního jižního Egypta a severního Súdánu. Přesto mnoho z nich žije v Káhiře a dalších městech. Tradiční núbijská lidová hudba je v současnosti ještě k slyšení, ale migrace a kulturní kontakt s egyptskými a dalšími žánry přinesl do jejich hudby mnoho inovací. Mezi núbijské umělce, kteří se prosadili nejen na domácí scéně, ale i celosvětově, patří Ali Hassan Kuban a Muhammad Munir. Ahmed Munib, učitel Muhammada Munira, byl nejznámějším núbijským zpěvákem na egyptské hudební scéně. Zpíval jak egyptskou arabštinou tak i núbijským jazykem. Dalším populárním núbijským umělcem byl Hamza El Din, který se rovněž proslavil ve světě a spolupracoval se smyčcovým kvartetem Kronos Quartet.

## Západní klasická hudba
Západní klasická hudba se v Egyptě poprvé objevila na začátku 19. století. Egypťané si brzy osvojili nástroje jako jsou housle či klavír. Během této doby se v Egyptě rovněž stala populární opera. K její popularizaci dopomohla opera Aida, kterou složil Giuseppe Verdi k příležitosti otevření Suezského průplavu. Aida měla premiéru 24. prosince 1871 v Káhiře. Na začátku 20. století začala první generace egyptských skladatelů psát hudbu pro západní nástroje. Známými skladateli této doby byli Yusef Greiss, Abú Bakr Chairat a Hasan Rašíd. Druhou generaci egyptských skladatelů rovněž reprezentovala řada známých umělců v čele s Gamálem Abdel Rahimem.